# Cantó de Vitry-sur-Seine-1
El cantó de Vitry-sur-Seine-1 és un cantó francès del departament de la Val-de-Marne, al districte de Créteil. Creat amb la reorganització cantonal del 2015.

## Municipis
- Vitry-sur-Seine (en part)